# Stanisław Cygnarowski
Stanisław Kazimierz Cygnarowski (ur. 1949 w Gliwicach) – polski urzędnik służby cywilnej, Konsul RP w Wilnie i Malmö.

## Życiorys
Stanisław Cygnarowski ukończył studia na Wydziale Prawa i Administracji Uniwersytetu Warszawskiego.
W 1971 rozpoczął pracę w Wojewódzkiej Radzie Narodowej w Warszawie, następnie w Przedsiębiorstwie Handlu Zagranicznego „Uniwersal”, Kinie Dobrych Filmów „Wiedza” i Towarzystwie Łączności z Polonią Zagraniczną „Polonia”, początkowo jako zastępca kierownika działu kultury, a następnie jako rzecznik prasowy. Od 1981 przebywał na stypendium Fundacji Kościuszkowskiej w Nowym Jorku i Chicago. W latach 80. ukończył roczne kursy: służby zagranicznej w Polskim Instytucie Spraw Międzynarodowych oraz w Centrum Kształcenia Służby Zagranicznej.
W końcu 1988 został urzędnikiem konsularnym ds. polonijnych w Konsulacie Generalnym w Londynie. Uczestniczył m.in. w przekazaniu insygniów prezydenckich na Zamku Królewskim w Warszawie, brał udział w posiedzeniu Komisji Likwidacyjnej Rządu RP na uchodźstwie oraz ostatnim posiedzeniu Rady Narodowej RP. Powrócił do Polski w 1992. Przez rok pracował w Wydziale Polonii Departamentu Konsularnego i Wychodźstwa Ministerstwa Spraw Zagranicznych, od 1995 jako naczelnik wydziału. W 1996 wyjechał na stanowisko do spraw polonijnych w Konsulacie Generalnym w Sydney. Następnie ponownie trafił do Departamentu Konsularnego i Polonii, później Departamentu Polonii. W 2001 został mianowany urzędnikiem służby cywilnej. W latach 2002–2008 pełnił funkcję Konsula Generalnego RP w Wilnie. Od 2009 był naczelnikiem wydziału, a od 2010 zastępcą dyrektora Departamentu Współpracy z Polonią MSZ. Od 2011 do 2013 był Konsulem Generalnym w Malmö. Bezpośrednio ze Szwecji wyjechał w marcu 2013 do Wilna, gdzie do 2017 kierował Wydziałem Konsularnym.
Obok działalności zawodowej, działał jako publicysta i karykaturzysta. W latach 80. publikował na tematy polonijne prasie krajowej, w latach 1992–1996 w londyńskim „Dzienniku Polskim i Dzienniku Żołnierza”. Swoje rysunki pokazywał m.in. w Londynie na wystawie twórczości plastycznej dyplomatów i grupy polskich plastyków w 1989 i 1991. Publikował w prasie także karykatury. W 1991 wydał tomik „Cudzymi słowami” w Londyńskiej Oficynie Poetów i Malarzy (jako Stanisław Z. Cygnarowski).